# مدرسه علمیه درمیان
مدرسه علمیه درمیان مربوط به دوره افشار است و در شهرستان درمیان، بخش مرکزی، دهستان درمیان، روستای درمیان واقع شده و این اثر در تاریخ ۲۳ بهمن ۱۳۸۵ با شمارهٔ ثبت ۱۷۳۷۹ به‌عنوان یکی از آثار ملی ایران به ثبت رسیده است.